# Пари, Пьер-Адриен
Пьер-Адриен Пари (фр. Pierre-Adrien Pâris; 25 октября 1745, Безансон — 1 августа 1819, Безансон) — французский архитектор, коллекционер произведений искусства, рисовальщик и живописец периода ампира.

## Биография
Пьер-Адриен родился в Безансоне, в семье архитектора и официального инспектора-геодезиста при дворе принца-епископа Базеля. Изучал основы геометрии и архитектуры под руководством отца. В 1760 году он отправился в Париж, где присоединился к своему дяде Жану-Батисту Лефевру (мастеру-каменщику и предпринимателю), затем поступил в студию архитектора-мегаломана Этьена-Луи Булле и Луи-Франсуа Труара в Королевской школе архитектуры (École royale d’architecture). Трижды потерпев неудачу в конкурсе на Римскую премию, он в 1769 году всё же посетил Рим, в качестве сопровождающего наставника сына своего учителя. Также по ходатайству Труара ему было разрешено пройти курсы во Французской академии в Риме.
Он путешествовал по Италии, посещал руины Помпеи, Геркуланума и Пестума, где сделал множество рисунков и гипсовых слепков. Там же, в Италии, он стал собирать рисунки других художников. У него появилась возможность преподавать архитектуру Франческо Пиранези, сыну великого Джованни Баттиста Пиранези.
Пари вернулся во Францию в 1774 году через Болонью, Венецию, Верону, Милан, Турин и Шамбери. В Бордо он участвовал в строительстве Большого театра.
В 1775 году Труар доверил ему внутреннее убранство Отеля герцога де Омона (Hôtel du Duc d’Aumont), который он строил на площади Людовика XV (нынешний «Hôtel de Crillon» на площади Согласия). В 1778 году, после смерти Мишеля-Анжа Шалля, король Людовик XVI назначил Пари «рисовальщиком королевского кабинета» (Dessinateur du Cabinet du Roi). Он работал над оформлением различных официальных мероприятий, театральных представлений, свадебных торжеств и похорон, а также руководил оформлением интерьеров Парижской оперы.
В 1780 году Пьер-Адриен Пари был избран в Королевскую академию архитектуры, с 1784 по 1790 год он руководил строительством здания ратуши в Невшателе (Швейцария). В 1785 году он построил отель Depont des Granges в Ла-Рошели. Начиная с 1787 года, для герцогини Бурбонской архитектор работал над внутренней планировкой Елисейского дворца, а также перепланировал «английский сад» и построил там группу коттеджей под названием «деревни Шантийи» (hameau de Chantilly). Он также создал английский сад аббатства Валасс в «Gruchet-le-Valasse» (департамент Сена) и многое другое.
Назначенный в 1784 году на созданную для него должность архитектора «Малых развлечений короля» (Menus Plaisirs du Roi), он работал в Версале. Национальное собрание поручило ему перестроить внутренний двор дворца в амфитеатр, аналогичную перестройку он осуществил в Тюильри. В 1787 году он был назначен архитектором Орлеанского собора и завершил строительство его башен. Как только началась революция, его дружба с королём и, одновременно, привязанность к идеям наиболее радикальных мыслителей Просвещения вызвали у него серьёзный моральный кризис, он отказался от любой предлагаемой ему работы и удалился в замок Кольмулен.
В 1789 году архитектор был награждён орденом Святого Михаила, получил дворянские грамоты и работал над проектом зала Ассамблеи Генеральных штатов (Etats generaux) в «Hôtel des Menus-Plaisirs» в Версале, открытие которого состоялось 5 мая. В октябре того же года, когда Национальное собрание вслед за Людовиком XVI переехало в столицу, была поставлена задача приспособить Зал Манежа к его новой политической функции. В октябре 1789 года Пьер-Адриен Пари был назначен архитектором Национального собрания, но во время Террора вынужден был скрыться в Воклюзоте (Vauclusotte, Doubs), после чего в течение тринадцати лет проживал в Нормандии вдали от общественной жизни, занимаясь написанием книг о древних памятниках и вопросах озеленения, а также составлением каталога своей коллекции. Его должность рисовальщика кабинета короля была упразднена в конце декабря 1792 года.
В 1806 году Пари был назначен временным директором Французской Академии в Риме, избран членом Академии Святого Луки и с 1808 по 1809 год от имени императора занимался транспортировкой антикварной коллекции из римской Виллы Боргезе в парижский музей Наполеона в Лувре. C 1811 года руководил раскопками Колизея. 30 апреля 1817 года возвратился во Францию. Умер 1 августа 1819 года в Безансоне в возрасте семидесяти трёх лет, похоронен на кладбище Сен-Фержё (Cimetière de Saint-Ferjeux).

## Коллекция Пьера-Адриена Пари
Архитектор собрал замечательную коллекцию произведений античного и современного искусства: картин, рисунков, гравюр и монет, которую перед смертью завещал музеям и Публичной библиотеке Безансона (Bibliothèque municipale de Besançon).
Состав коллекции древностей полностью не установлен. Она включает этрусские, египетские, греческие и римские предметы. Коллекционер намеревался предоставить своему родному городу возможность обогатить его общественные учреждения и ознакомить его жителей с сокровищами мирового искусства. Другая часть собрания включает картины и рисунки Жана-Оноре Фрагонара, Юбера Робера, Франсуа-Андре Венсана, гравюр Франческо Пиранези Младшего, скульптур и предметов старины. Эта коллекция была выставлена в Музее изящных искусств и археологии в Безансоне в 2008 году.
Портрет архитектора, написанный в 1812 году живописцем Жозефом-Франсуа Дюком (Joseph-Francois Ducq; 1763—1829), является частью экспозиции Музея изящных искусств и археологии в Безансоне (Musée des Beaux-Arts et d'Archéologie de Besançon).

## Галерея

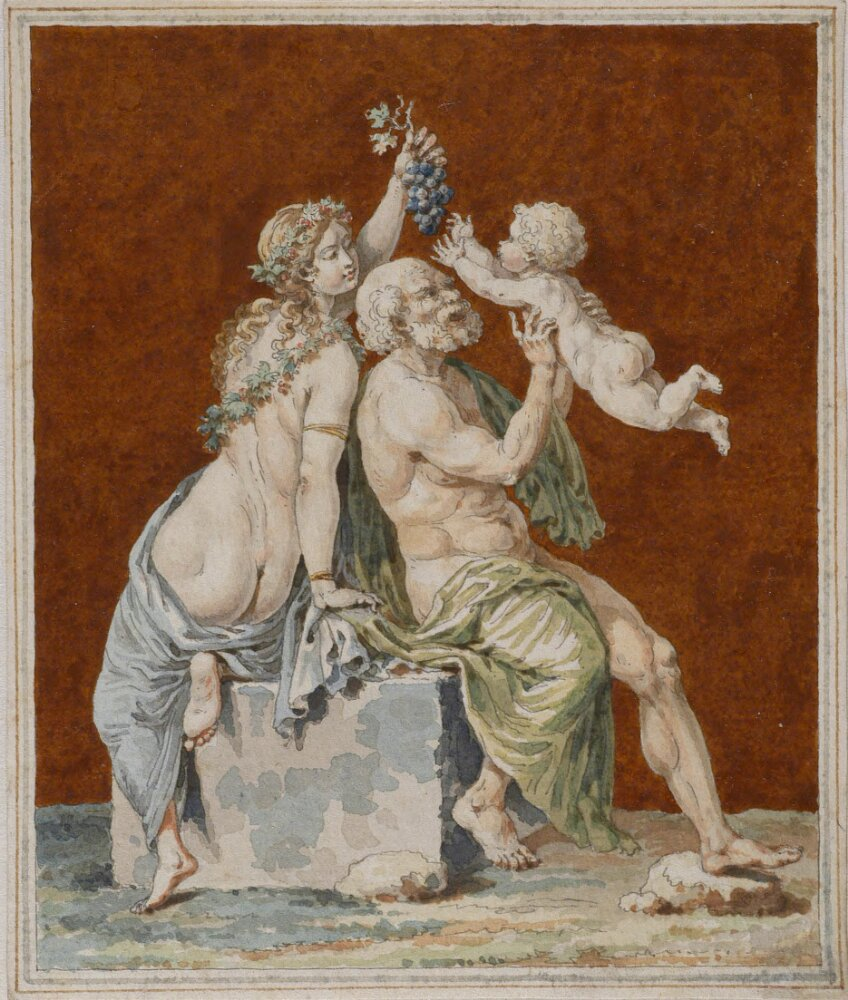
Силен (или Бахус). Копия фрески из Геркуланума. Национальный музей изобразительных искусств, Стокгольм
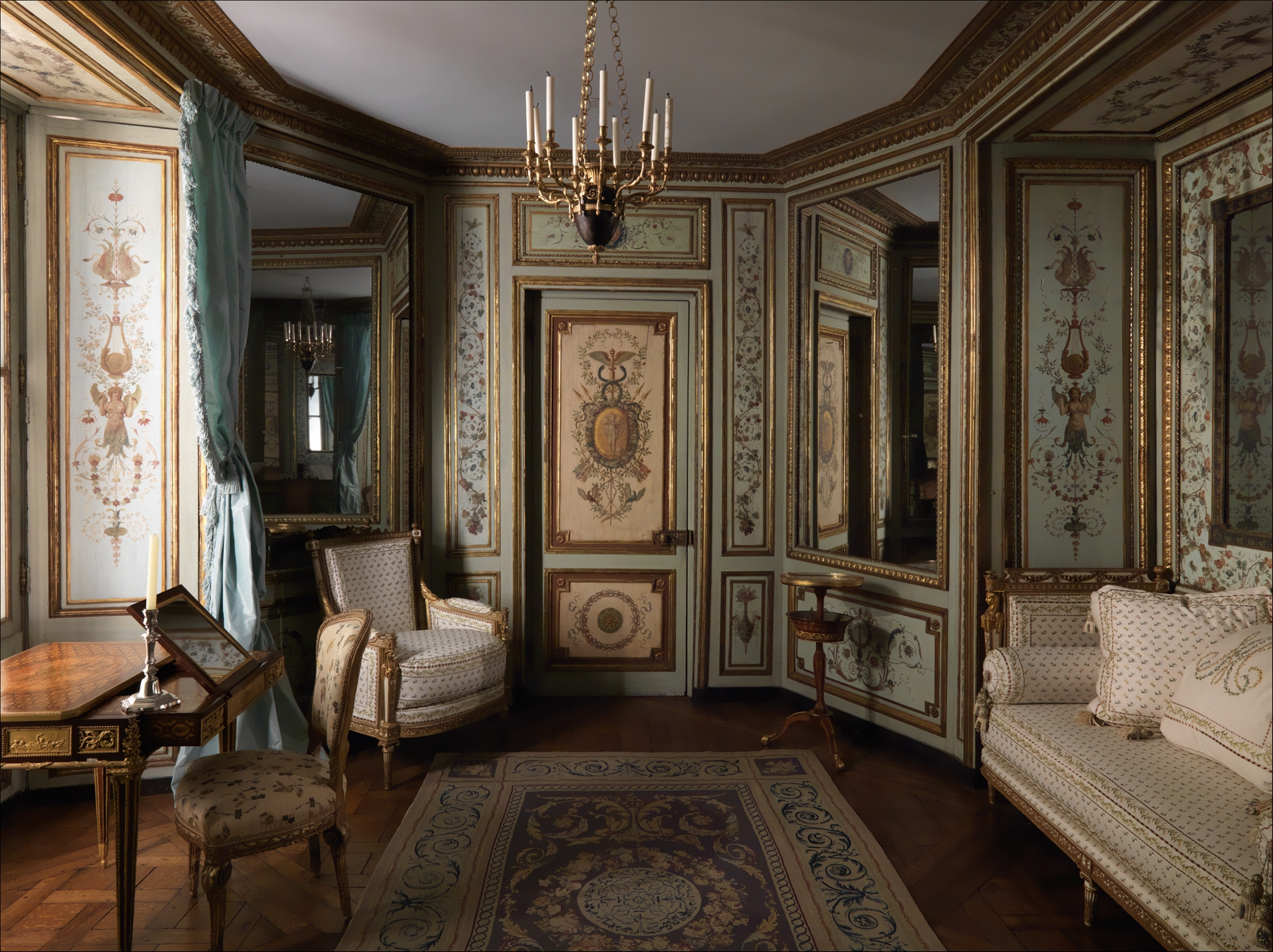
Отель Крийон на площади Согласия. Париж. Будуар. 1777–1780. Воссоздание. Метрополитен-музей, Нью-Йорк
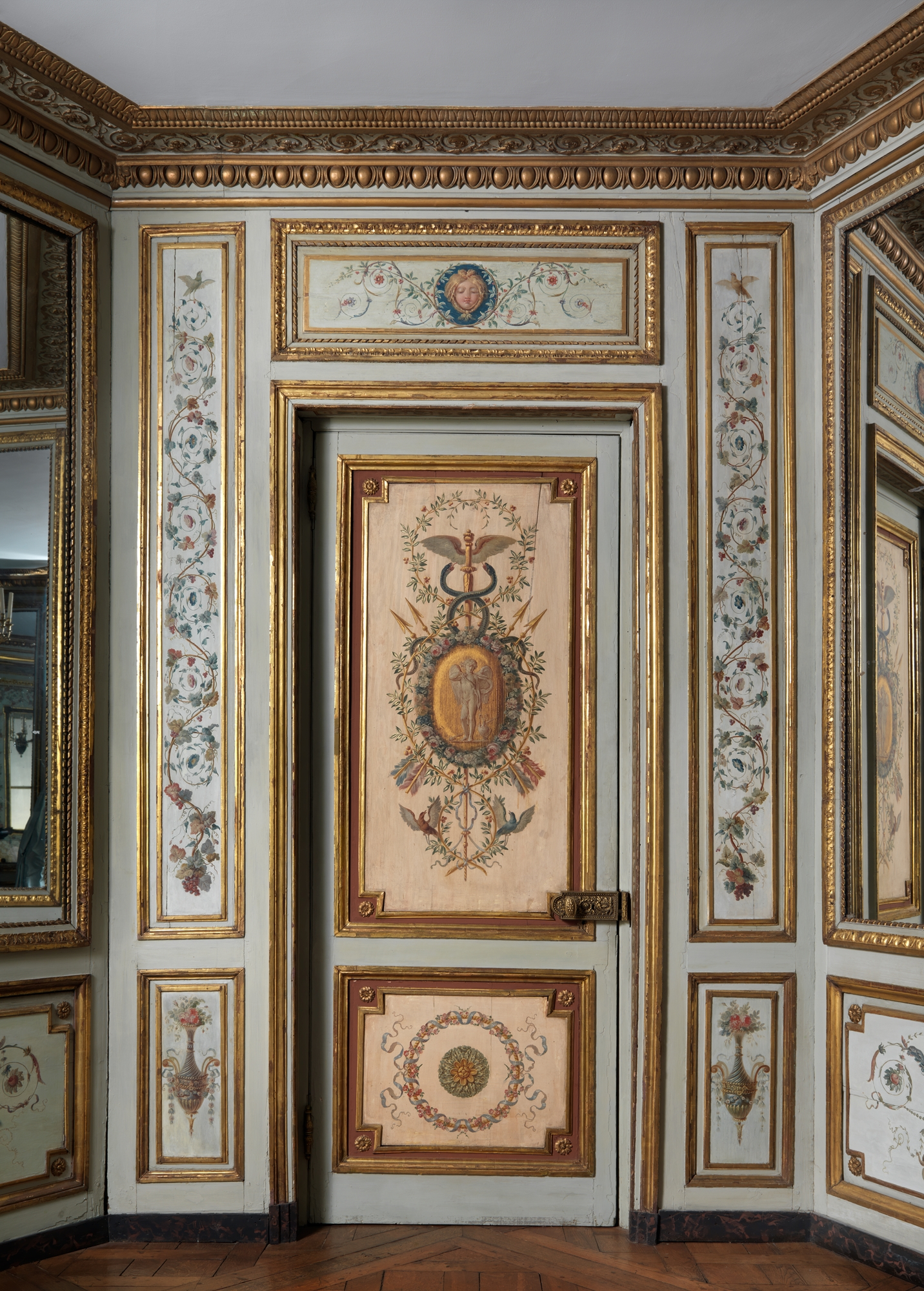
Отель Крийон. Деталь оформления
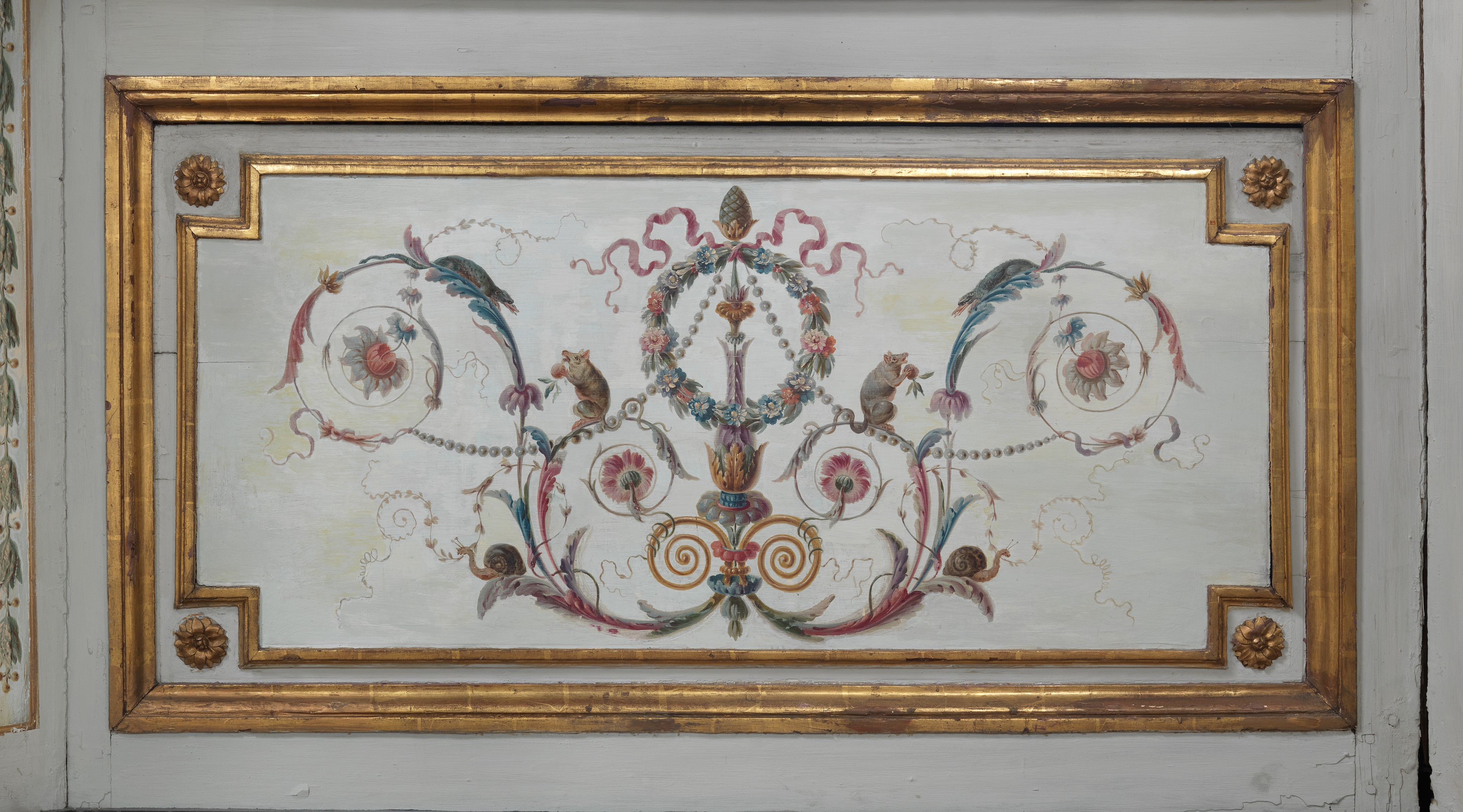
Отель Крийон. Панель
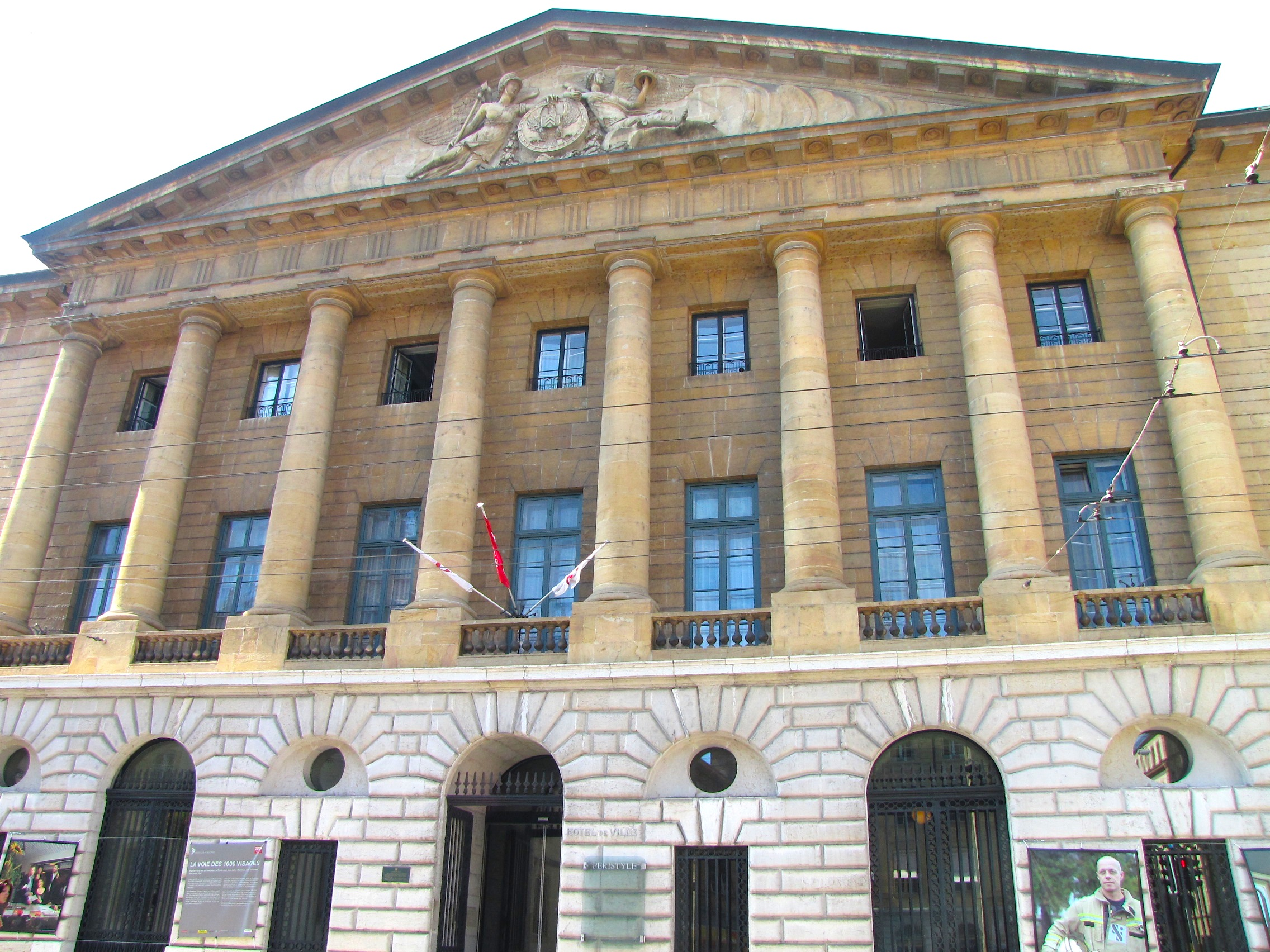
Здание ратуши (Отель де виль). 1784–1790. Невшатель, Швейцария
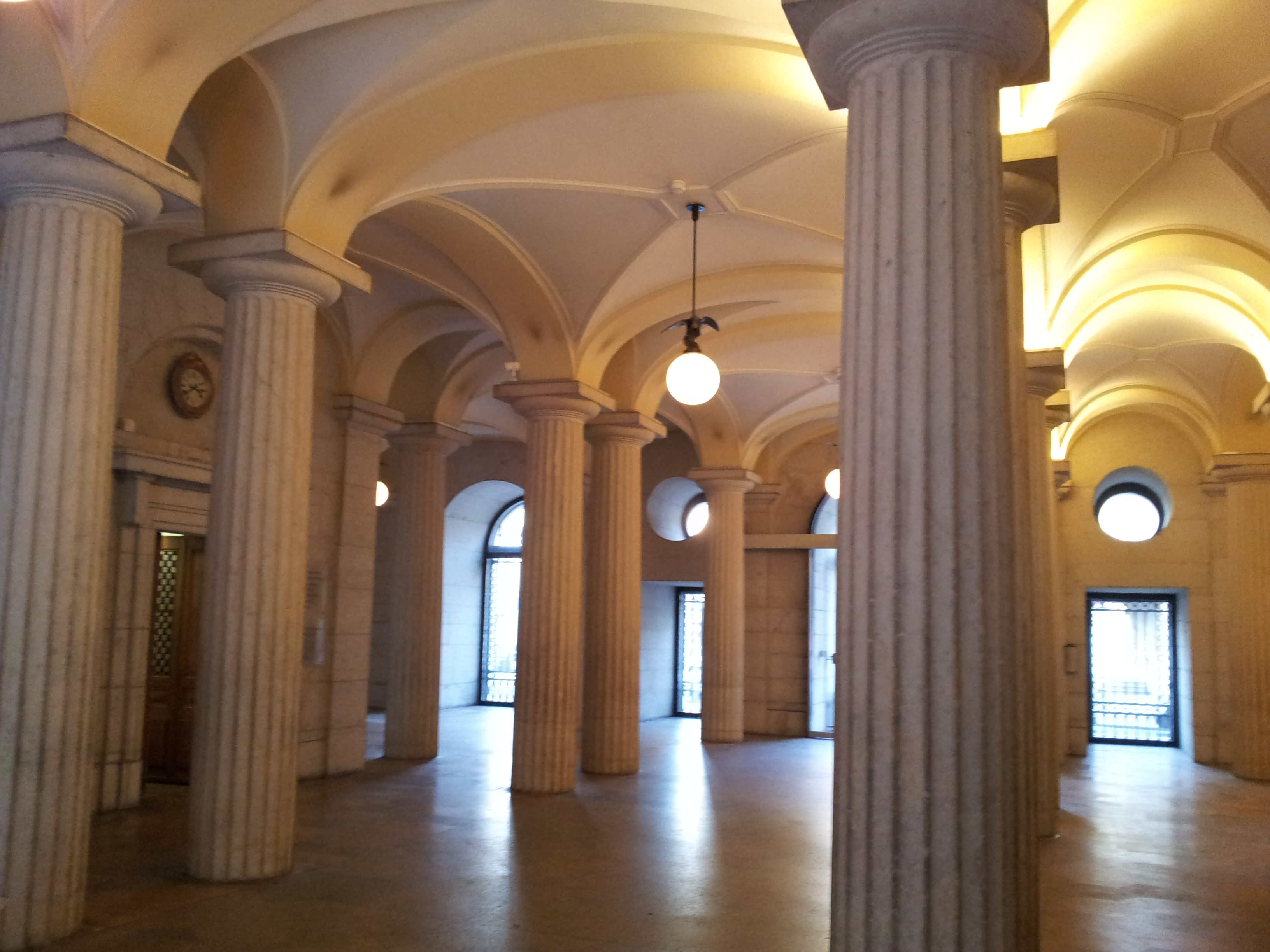
Здание ратуши. Перистиль (вестибюль)